# 日本躰道協会
特定非営利活動法人日本躰道協会（にほんたいどうきょうかい）は、日本における躰道の統括団体である。世界躰道連盟に加盟している。

## 沿革
- 1965年（昭和40年） - 日本躰道協会設立
- 1983年（昭和58年） - 世界躰道連盟設立に伴い加盟
- 2005年（平成17年）8月24日 - 特定非営利活動法人を取得し現在の名前になる[1]

## 歴代会長・理事長
- 初代 祝嶺正献（1965年 - 1998年）
- 第2代 小関迪（1999年 - 2001年）
- 第3代 中島章皓（2001年 - 2008年）
- 第4代 中村正弘（2008年 - 2016年）
- 第5代 工藤善己（2016 - 2024年）
- 第6代 板山宜弘 （2024年 -  )　※代表役員は理事長に変更

## 主な主催大会
- 全国少年少女躰道優勝大会
- 全国高校生躰道優勝大会
- 全国学生躰道優勝大会
- 全国社会人躰道優勝大会
- 全日本躰道選手権大会